# ايبركاك الجنوبي (إيسافن)
ايبركاك الجنوبي هي إحدى مشيخات المملكة المغربية، تتبع جغرافيا لإقليم طاطا وإداريًا لإيسافن. يقدر عدد سكانها بـ 247 نسمة حسب الإحصاء الرسمي للسكان والسكنى لسنة 2004.